# John Froehlich
John Froehlich (auch Froelich) (* 9. August 1849; † 23. Mai 1933 in St. Paul, Minnesota) war ein deutschstämmiger, US-amerikanischer Erfinder.

## Leben
John war der Sohn der deutschen Auswanderer Johannes Heinrich (Henry) Froelich (* 1813 in Kassel) und Kathryn Gutheil, die sich 1847 in Clayton County, Iowa ansiedelten. Er nahm Unterricht am College of Iowa, wo er Maschinenbau studierte. Nach Absolvenz des College nahm er sich vor, einen benzinbetriebenen Traktor für die Landwirtschaft zu konstruieren. Bis dahin waren Traktoren von schweren Dampfmaschinen angetrieben worden.
Gemeinsam mit William Mann konnte er diese Konstruktion bis zum Jahr 1892 realisieren. Nach der Fertigstellung des 16 PS Traktors brachten die beiden Konstrukteure ihre Maschine nach Langford, South Dakota, wo sie sie an eine Dreschmaschine ankoppelten. Innerhalb von 52 Tagen konnten sie damit 72.000 Scheffel Getreide dreschen. 1893 gründete er mit einigen Geschäftsleuten aus Waterloo (Iowa) die Waterloo Gasoline Traction Engine Company.
Die Erfindung verkaufte er 1918 an Deere & Company.
Er heiratete nach seinem Rückzug aus der Waterloo Gasoline Engine Company und zog nach Dubuque (Iowa), wo er bei den Novelty Iron Works angestellt war. Danach arbeitete er für seinen Bruder Gottlieb und war bis 1910 Vizepräsident der Henderson-Froelich Manufacturing Company. Es folgte eine Tätigkeit als Anlageberater in St. Paul (Minnesota). Mit dem Börsencrash von 1929 verlor er sein Vermögen. Er starb 1933 in St. Paul an Herzversagen.
John Froehlich wurde 1991 in die Iowa Inventors Hall of Fame aufgenommen.